# Ernst Richter
Ernst Friedrich Eduard Richter (født 24. oktober 1808 i Großschönau, død 9. april 1879 i Leipzig) var en tysk musikteoretiker og komponist.
Richter var teologisk studerende og lagde sig på egen hånd efter musik. I 1843 blev Richter teorilærer ved det nydannede musikkonservatorium i Leipzig, ansattes derhos som organist ved forskellige af byens kirker og blev 1868 kantor ved den berømte Thomasskole. Richters kompositioner omfatter navnlig kirke- og kammermusik, dog uden selvstændig betydning. Overordentlig udbredelse vandt derimod Richters Praktiske Studier til Musikkens Teori, der omfatter Lehrbuch der Harmonie, Lehrbuch der Fuge, Lehrbuch des einfachen und doppelten Kontrapunkts — bøger, der mange år igennem benyttedes overalt til undervisning og selvstudium, udkom i talrige udgaver og oversattes på mange fremmede sprog (på dansk ved Gebauer og Bondesen).